# Mescidi Aksamoskee
De Mescidi Aksamoskee of Aksamoskee is een moskee gelegen aan de Wagenstraat 103 in Den Haag. De moskee is een gebedshuis en ontmoetingsplaats voor de Turks-islamitische gemeenschap in Den Haag. De moskee is gehuisvest in de voormalige Synagoge van Den Haag en biedt plaats aan ongeveer 1500 mensen, inclusief de bovengelegen galerijen waar de vrouwen het gebed verrichten. 

## Geschiedenis
Vanwege de toename van het aantal moslims in Nederland, werd in 1955 de Mobarakmoskee aan de Oostduinlaan geopend. Door de verdere toename van moslims in de jaren 70 gingen enkele moslims in gesprek met de gemeente Den Haag om een tweede moskee te openen, maar dat leverde niets op. Om die reden bezetten in 1978 enkele tientallen Turken de synagoge. Op 7 juli 1979 vond de eerste salat plaats. In die periode werd de gekraakte synagoge Fatih-moskee genoemd (moskee De Veroveraar).
Na drie jaar onderhandelen werd het gebouw in 1981 uiteindelijk verkocht en kwam het in handen van de Turks Islamitische Vereniging, waarna de synagoge werd verbouwd tot moskee. Toen kreeg de moskee haar huidige naam, die verwijst naar de Palestijnse al-Aqsamoskee in Jeruzalem. In 1987 werden voor de moskee twee blauw-witte minaretten geplaatst van ruim 26 meter hoog. Op de vrijdagmiddag wordt hiervandaan een oproep tot gebed gedaan.
Tegen de oostelijke binnenmuur, gericht naar Mekka, bevindt zich een betegelde mihrab met geometrische patronen gedecoreerd met rechts daarvan de minbar die gebruikt wordt voor het vrijdagmiddaggebed. Een rieten spreekstoel ter linkerzijde wordt voor andere spreekgelegenheden gebruikt.
In 2013 kwam de documentaire 'Met het gezicht naar het oosten' van Naeeda Aurangzeb uit over de geschiedenis van de moskee.